# 湯瀬パーキングエリア
湯瀬パーキングエリア（ゆぜパーキングエリア）は、秋田県鹿角市八幡平にある、東北自動車道のパーキングエリア。
なお本項では、構内にあるバス停留所「湯瀬バスストップ」についても記述する。

## 施設

### 上り線（盛岡方面）
- 駐車場
  - 大型6台
  - 小型10台
- トイレ
  - 男性 大2（和式1・洋式1）・小5
  - 女性 5（和式1・洋式4）
  - 車椅子用 1
- 飲料自動販売機

### 下り線（青森方面）
- 駐車場
  - 大型6台
  - 小型10台
- トイレ
  - 男性 大2（和式1・洋式1）・小5
  - 女性 5（和式1・洋式4）
  - 車椅子用 1
- 飲料自動販売機

### 湯瀬バスストップ

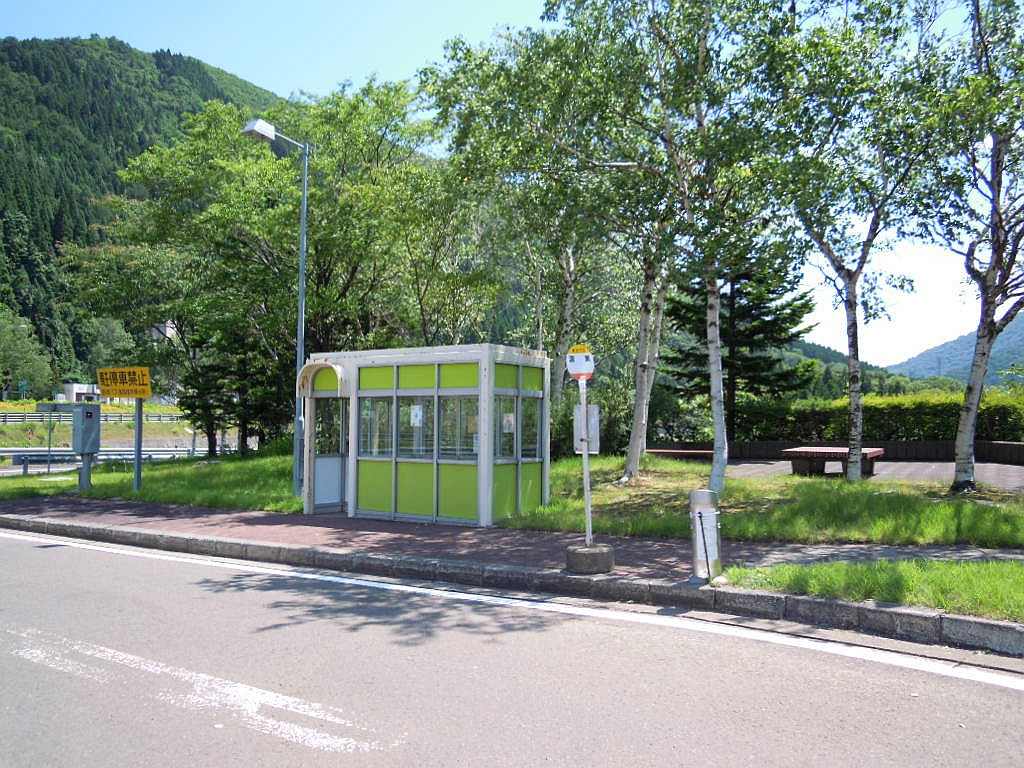
湯瀬バスストップ（下り線側）の待合室

- 停留所名は「湯瀬（ゆぜ）」である。

#### 停車路線
| 路線名           | 運行会社                         | 主な経路                                                                                      |
| ---------------- | -------------------------------- | --------------------------------------------------------------------------------------------- |
| みちのく号       | 岩手県北バス 秋北バス 岩手県交通 | 盛岡駅 - 田山 - 湯瀬 - 花輪 - 大滝温泉 - 大館駅                                               |
| 盛岡・十和田湖号 | 岩手県交通                       | 盛岡駅 - 湯瀬PA - ホテル鹿角 - 大湯温泉 - 十和田湖（休屋） ※盛岡駅 - 湯瀬PA間のみの利用は不可 |

## 隣
E4 東北自動車道
(47) 安代IC - 田山PA - 湯瀬PA - (48) 鹿角八幡平IC